# Border (chanson de ClariS)
Pour les articles homonymes, voir Border.
Singles de ClariS
Step
(2014) Anemone
(2015)
Pistes de ClariS: Single Best 1st
Step
(10) DROP
(12)
Border est une chanson pop du duo d'idoles japonaises ClariS, écrite par Kz. C'est le onzième single du groupe sorti le 7 janvier 2015 chez SME Records. La chanson titre a été utilisée comme générique de fin de la série télévisée anime de 2014 Tsukimonogatari. Un clip a été produit pour "Border". Le single a culminé à la 4e place du classement musical hebdomadaire japonais de l'Oricon.

## Résumé
Environ 9 mois après la sortie de leur précédent single, Step, c'est le premier single et les débuts de Karen au sein du groupe, remplaçant Alice qui a quitté le duo.
La chanson titre a été utilisée comme générique de fin pour l'anime Tsukimonogatari. Cela remonte à trois ans que ClariS a collaboré pour la série Monogatari avec Naisho no Hanashi.
"Border" a été publié dans une édition régulière et deux limitées, le 7 janvier 2015, en CD par la SME Records au Japon,,. L'une des versions d'édition limitée a été emballée avec des artworks de Tsukimonogatari et contenait également une version courte de "Border" au lieu de sa version instrumentale. L'autre édition limitée a été livrée avec un DVD contenant le clip pour "Border".
Le single a culminé à la 4e place du classement musical hebdomadaire japonais de l'Oricon, et y resté classé pendant 12 semaines. "Border" a débuté et a culminé à la 6e place du Japan Hot 100 de Billboard.

## Liste des pistes
| 1.    | Border                | Megumi Hinata | Ryōsuke Shigenaga | Ryōsuke Shigenaga | 4:53 |
| 2.    | Reflect               | Koh           | Koh               | Koh               | 4:31 |
| 3.    | Kite (カイト, Kaito)  | Shō Watanabe  | Shō Watanabe      | Atsushi Yuasa     | 4:31 |
| 4.    | Border (Instrumental) |               | Ryōsuke Shigenaga | Ryōsuke Shigenaga | 1:31 |
| 23:51 |                       |               |                   |                   |      |

| Tsukimonogatari édition limitée | Tsukimonogatari édition limitée | Tsukimonogatari édition limitée | Tsukimonogatari édition limitée | Tsukimonogatari édition limitée | Tsukimonogatari édition limitée | Tsukimonogatari édition limitée | Tsukimonogatari édition limitée | Tsukimonogatari édition limitée | Tsukimonogatari édition limitée |
| No                              | Titre                           | Paroles                         | Musique                         | Arrangement                     | Durée                           |                                 |                                 |                                 |                                 |
| ------------------------------- | ------------------------------- | ------------------------------- | ------------------------------- | ------------------------------- | ------------------------------- | ------------------------------- | ------------------------------- | ------------------------------- | ------------------------------- |
| 1.                              | Border                          | Megumi Hinata                   | Ryōsuke Shigenaga               | Ryōsuke Shigenaga               | 4:53                            |                                 |                                 |                                 |                                 |
| 2.                              | Reflect                         | Koh                             | Koh                             | Koh                             | 4:31                            |                                 |                                 |                                 |                                 |
| 3.                              | Kite (カイト, Kaito)            | Shō Watanabe                    | Shō Watanabe                    | Atsushi Yuasa                   | 4:31                            |                                 |                                 |                                 |                                 |
| 4.                              | Border (TV Mix)                 | Megumi Hinata                   | Ryōsuke Shigenaga               | Ryōsuke Shigenaga               | 1:31                            |                                 |                                 |                                 |                                 |
| 14:59                           |                                 |                                 |                                 |                                 |                                 |                                 |                                 |                                 |                                 |

| 1. | Border (Clip) | 4:53 |

## Classements
| Classement (2015)             | Meilleure position |
| ----------------------------- | ------------------ |
| Japan Hot 100 de Billboard    | 6                  |
| Weekly Singles de l'Oricon    | 4                  |
| Billboard JAPAN Hot Animation | 1                  |

## Extrait de l'album
| Piste  | Date de parution | Album                   |
| ------ | ---------------- | ----------------------- |
| Border | 15 avril 2015    | ClariS: Single Best 1st |
| Border | 25 janvier 2017  | Fairy Castle            |